# Unité Douvdevan

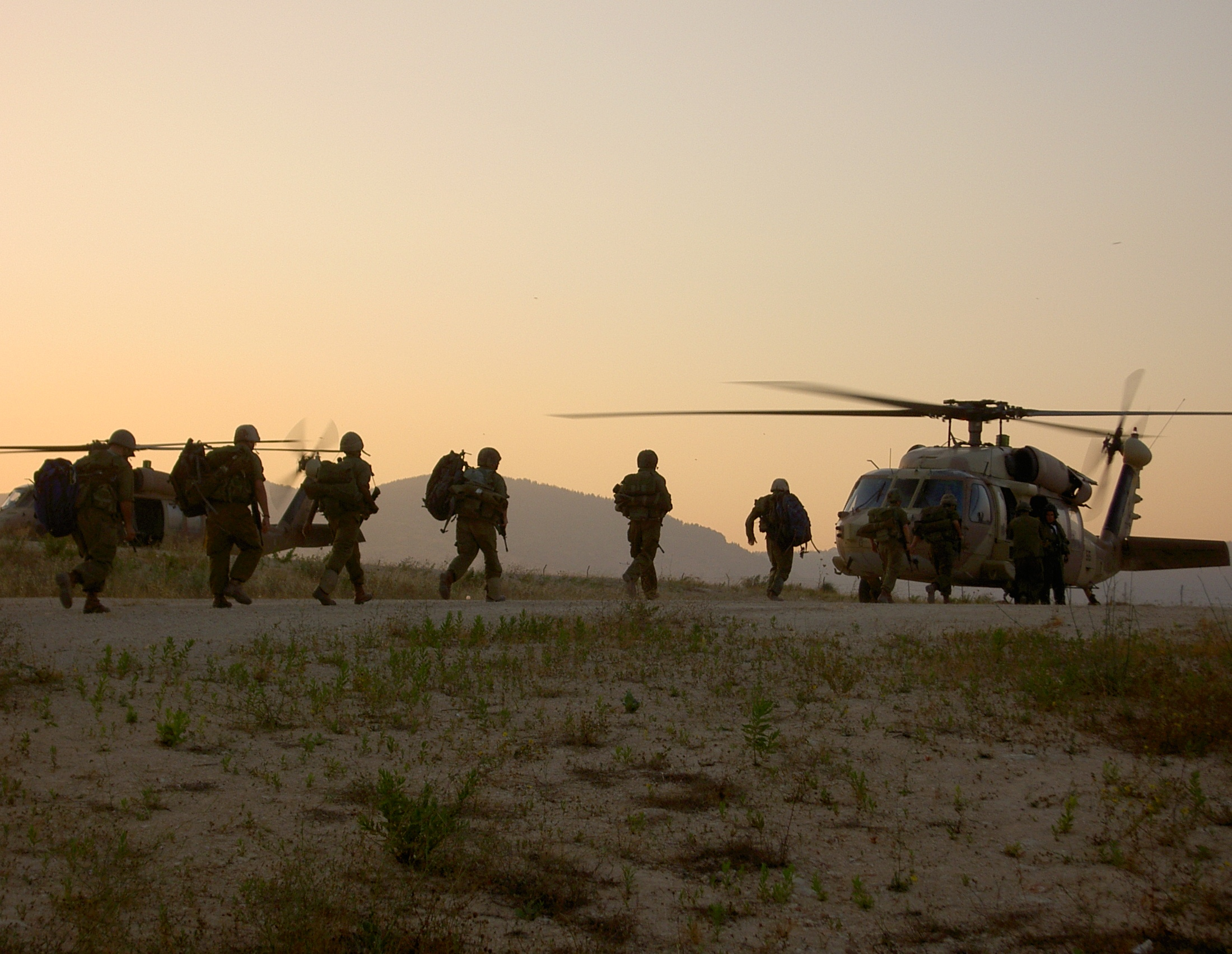
La devise de l'unité Douvdevan est : (hébreu : כִּי בְתַחְבֻּלוֹת, תַּעֲשֶׂה-לְּךָ מִלְחָמָה) "Car vous mènerez la guerre avec stratégie et la victoire viendra de l'excellence de vos conseillers." (Livre des Proverbes 24:6)

 (juillet 2011).
Si vous disposez d'ouvrages ou d'articles de référence ou si vous connaissez des sites web de qualité traitant du thème abordé ici, merci de compléter l'article en donnant les références utiles à sa vérifiabilité et en les liant à la section « Notes et références ».
L'unité 217, surnommée Douvdevan (hébreu : דובדבן; la cerise) est une unité d'élite de l'armée israélienne, attachée à la zone de Cisjordanie.
Douvdevan est particulièrement connue pour les opérations anti-terroristes menées dans les villages voire les villes de Cisjordanie et notamment pour des actions d'arrestations rapides et ciblées réalisées sous couverture contre des Palestiniens ayant commis des actes de terreur.
Pendant ces opérations, les soldats de cette unité peuvent être amenés à conduire des véhicules civils modifiés et porter des vêtements civils arabes en guise d'un déguisement. Le plus souvent, ces missions sont lancées à l'initiative du Shabak, le service de renseignement intérieur.

## Histoire
Les unités de commando de l'armée Israélienne sont généralement surnommées "katzefet", c'est-à-dire la crème des forces de combat. L'unité Douvdevan n'a officiellement qu'un simple numéro d'unité (217) mais Douvdevan est le surnom qu'on lui a donné en référence à son statut d'élite en tant qu'unité d'arrestation de Palestinien pratiquant des actes de terreur. En effet, la « cerise » est la seule chose qu'on trouve au-dessus de la crème.
Cette unité, à la différence d'autres forces spéciales, peut opérer en plusieurs endroits simultanément et peut opérer de façon indépendante. Cela veut dire fournir ses propres renseignements, son soutien,  son sauvetage et ses équipes médicales, sa section extraction, ses tireurs embusqués, sa section chargée des démolitions, etc. Elle peut exécuter des arrestations à haut risque, procéder à des raids, assassinats ciblés, des enlèvements et diverses autres opérations de guerres urbaines.
L'unité est sous l'ordre du général, commandant la Cisjordanie de l'armée israélienne. Cela signifie que l'unité est sous un ordre d'un commandement régional  et qu' elle n'est pas sous les ordres d'une brigade comme la plupart des autres unités militaires israéliennes. Cela permet à l'unité 217 d'opérer n'importe où dans le pays, à la différence d'autres unités spéciales qui sont attachées aux brigades, comme Egoz à la Brigade Golani, ou Oketz et Lotar à la base d'Adam. Seules, les unités Douvdevan et Sayeret Matkal sont autorisées à porter leurs uniformes, sans enseigne d'unité. L'unité est semblable à l'Yamam et aux unités de la police Yamas-Iosh.
L'unité a subi quelques changements importants en 2002. Les voici :
1. La base de formation de l'unité a été transférée à la base des parachutistes. Avant, la formation était tenue de façon indépendante à la base d'Adam avec l'Unité de Sauvetage 669 et Oketz. Quand 2 hommes sont morts en entraînement à la base de formation, la base a été confiée à l'infanterie. La formation de base est de 7 mois et est faite avec les parachutistes.

1. La base de l'unité a été transférée et complètement reconstruite. Elle est maintenant seule et indépendante.
2. Finalement, le processus de sélection pour entrer dans l'unité et commencer l'année et demi de formation a été changé, avec un processus de sélection secret indépendant à 2 épreuves de motivation en 2 phases. La première épreuve est passée quand les candidats sont encore des civils, dure 24 heures et est faite en même temps que la sélection des parachutistes ;  la deuxième épreuve dure 3 jours après que les hommes sont entrés dans l'armée.

En 2002, l'unité a été citée comme à la pointe des « opérations anti-terroristes » en Israël par le Premier ministre Ariel Sharon. 
En novembre 2010, Avi Sivan, un des cofondateurs de l'unité 217, est mort dans un accident d'hélicoptère au Cameroun où – en tant que conseiller du président Paul Biya – il avait créé une Brigade d'Intervention Rapide destinée à remplacer la garde présidentielle. Lors de son enterrement en Israël, Moshe Ya'alon a salué « sa créativité et son audace » notamment lors d'opérations « anti-terroristes » durant la première intifada,.

## Sources et références
- (en) Cet article est partiellement ou en totalité issu de l’article de Wikipédia en anglais intitulé « Duvdevan Unit » (voir la liste des auteurs).

1. ↑  Steve Macko, The IDF Duvedevan Unit, Emergency Response & Research Institute (August 11, 1997)
2. ↑   « Ex-IDF Top Officer Dies in Cameroon Helicopter Crash », Haaretz, 22 novembre 2010
3. ↑   « 489 israeli colonel tried to build a private army in cameroon », Standard Tribune, 6 décembre 2010